# Центральна бібліотека Гельсінкі Oodi
Центральна бібліотека Гельсінкі Oodi (фін. Helsingin keskustakirjasto Oodi; швед. Helsingfors centrumbibliotek Ode), коротка назва Oodi («Ода») — публічна бібліотека в Гельсінкі, відкрита 5 грудня 2018 року. Бібліотека розташована в районі Телеонлатті поруч із Гельсінським будинком музики та Музеєм сучасного мистецтва «Кіасма». Простір закладу є багатофункціональним, це не лише книгосховище, а також публічний простір, місце для зустрічей жителів міста.  

## Історія
У 2012 році відбувся конкурс дизайну для нової публічної бібліотеки міста, який виграли фінська студія ALA Architects та компанія Ramboll Finland.  ALA Architects конкурувала з понад 543 іншими учасниками. Планувалося, що бібліотека буде триповерховою будівлею, включати сауну та кінотеатр на першому поверсі. Будівництво потребувало 98 мільйонів євро витрат, з яких держава погодилася заплатити 30 мільйонів з нагоди сторіччя незалежності Фінляндії у 2017 році. З бюджету міста було виділено 66 мільйонів євро.
31 грудня 2016 року було оголошено, що називатися нова бібліотека буде Oodi. 5 грудня 2018 року відбулося відкриття.
У вересні 2019 року Oodi виборола першість у конкурсі на звання найкращої публічної бібліотеки року від Міжнародної федерації бібліотечних асоціацій.

## Архітектура
Загальна площа будівлі 17 250 квадратних метрів. В оздобленні фасаду та інтер'єру домінує дерево – ялина. На першому поверсі — просторий хол, кав’ярня, ресторан, кінотеатр. На другому поверсі створено простори для навчання та творчості, ігрові кімнати, класи для вивчення мов, майстерні тощо. На третьому поверсі – полиці зі 100 тисячами книжок.

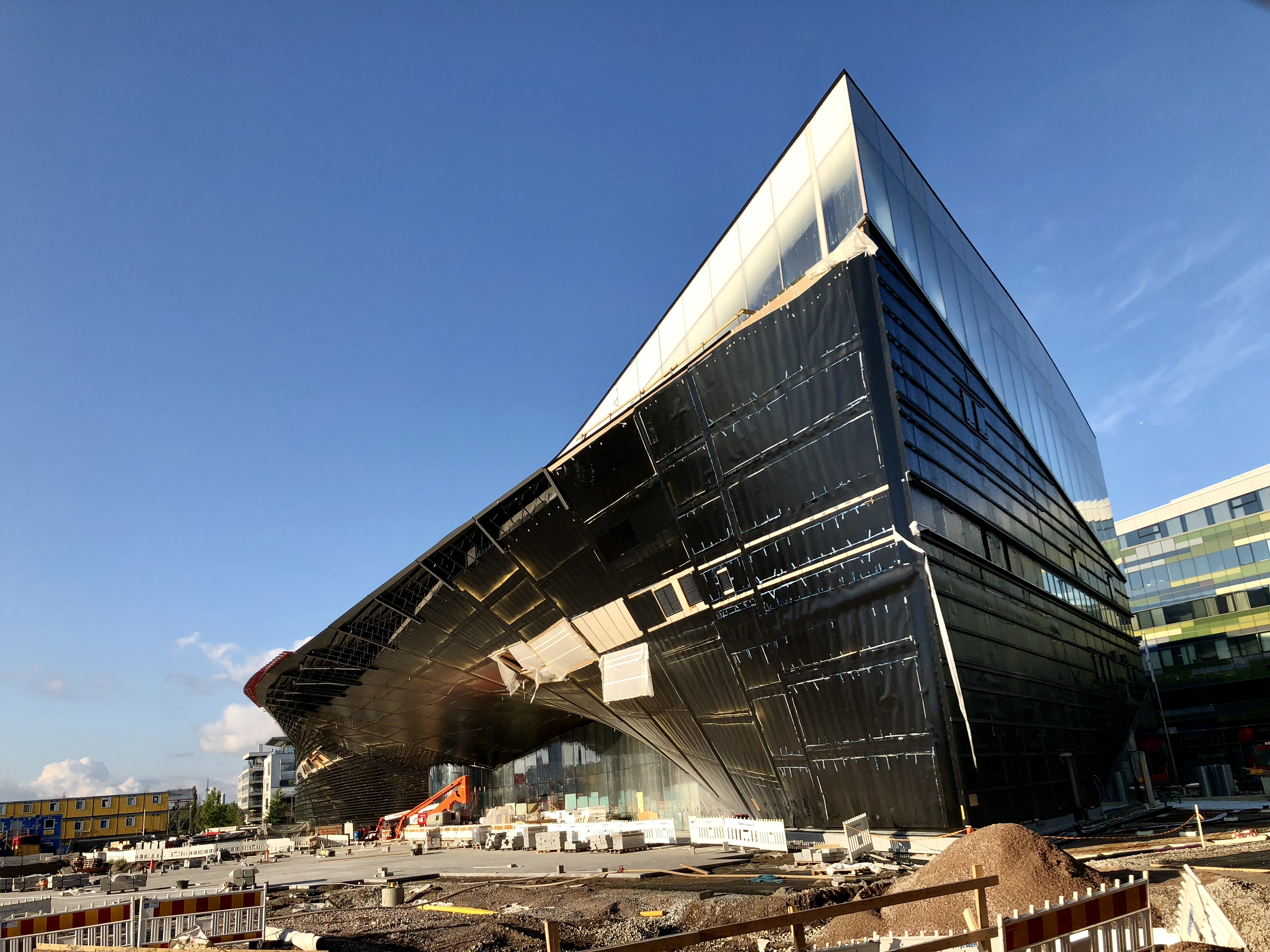
Будівництво, 2018 рік
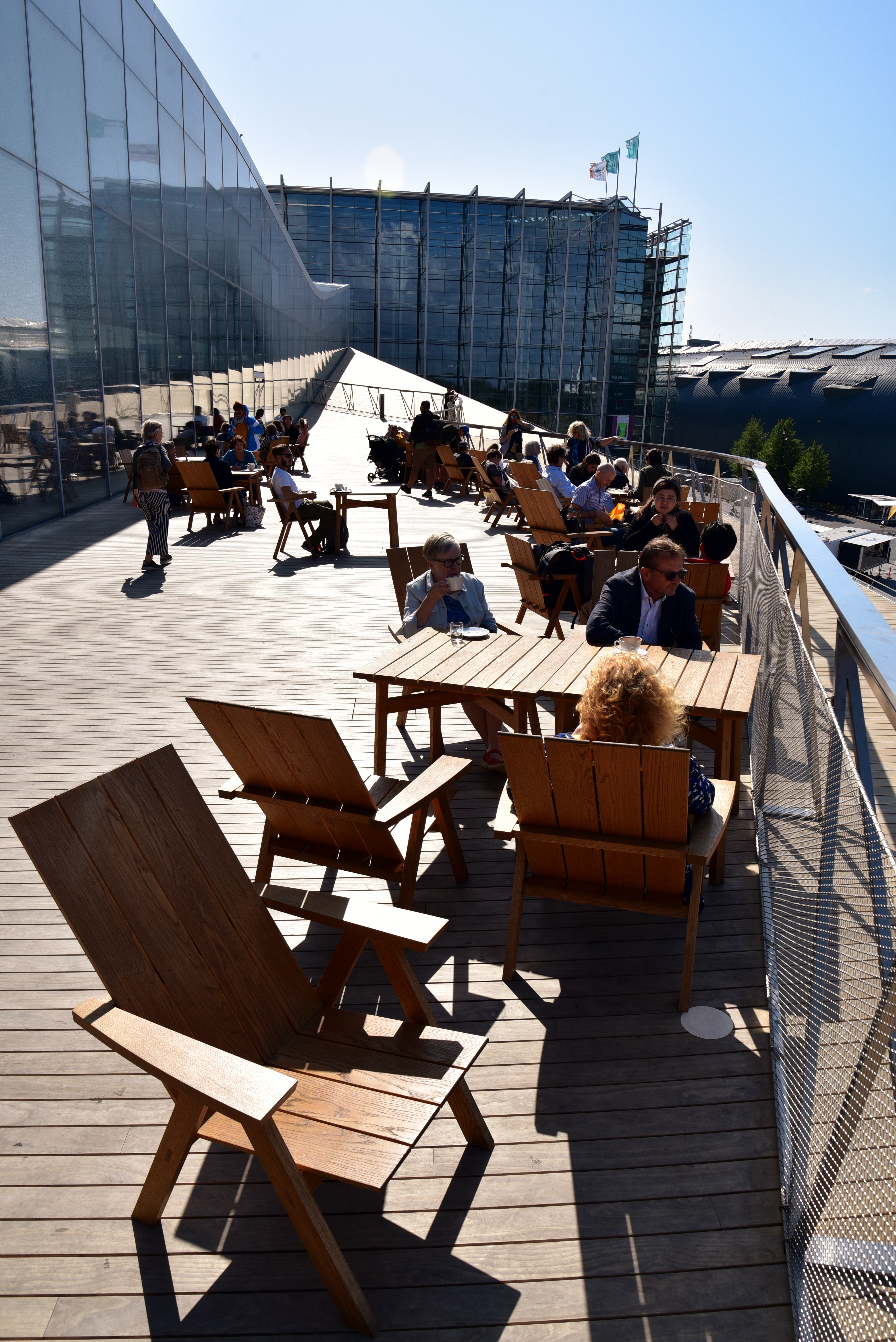
Тераса бібліотеки
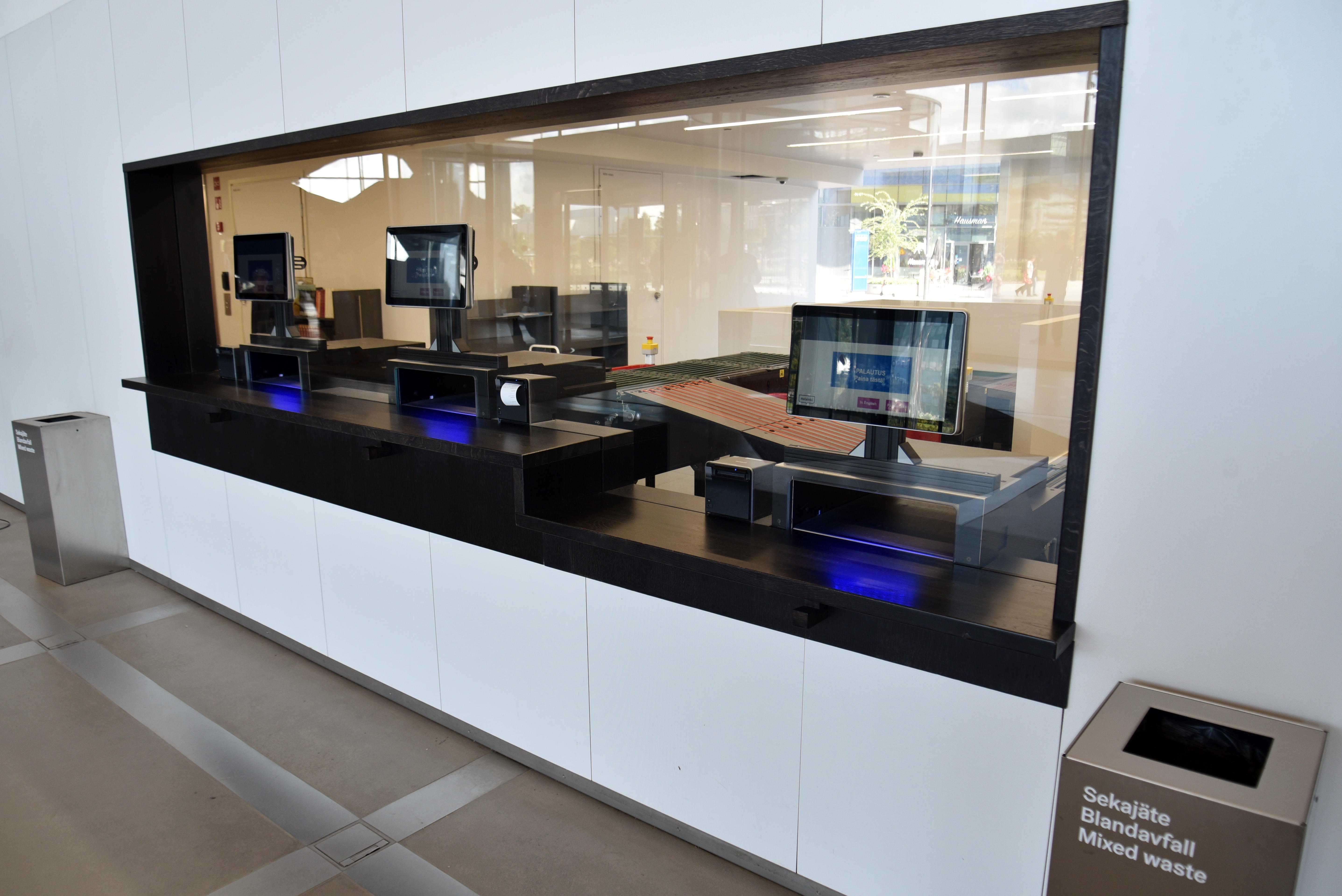
Пункт повернення книжок, 1 поверх
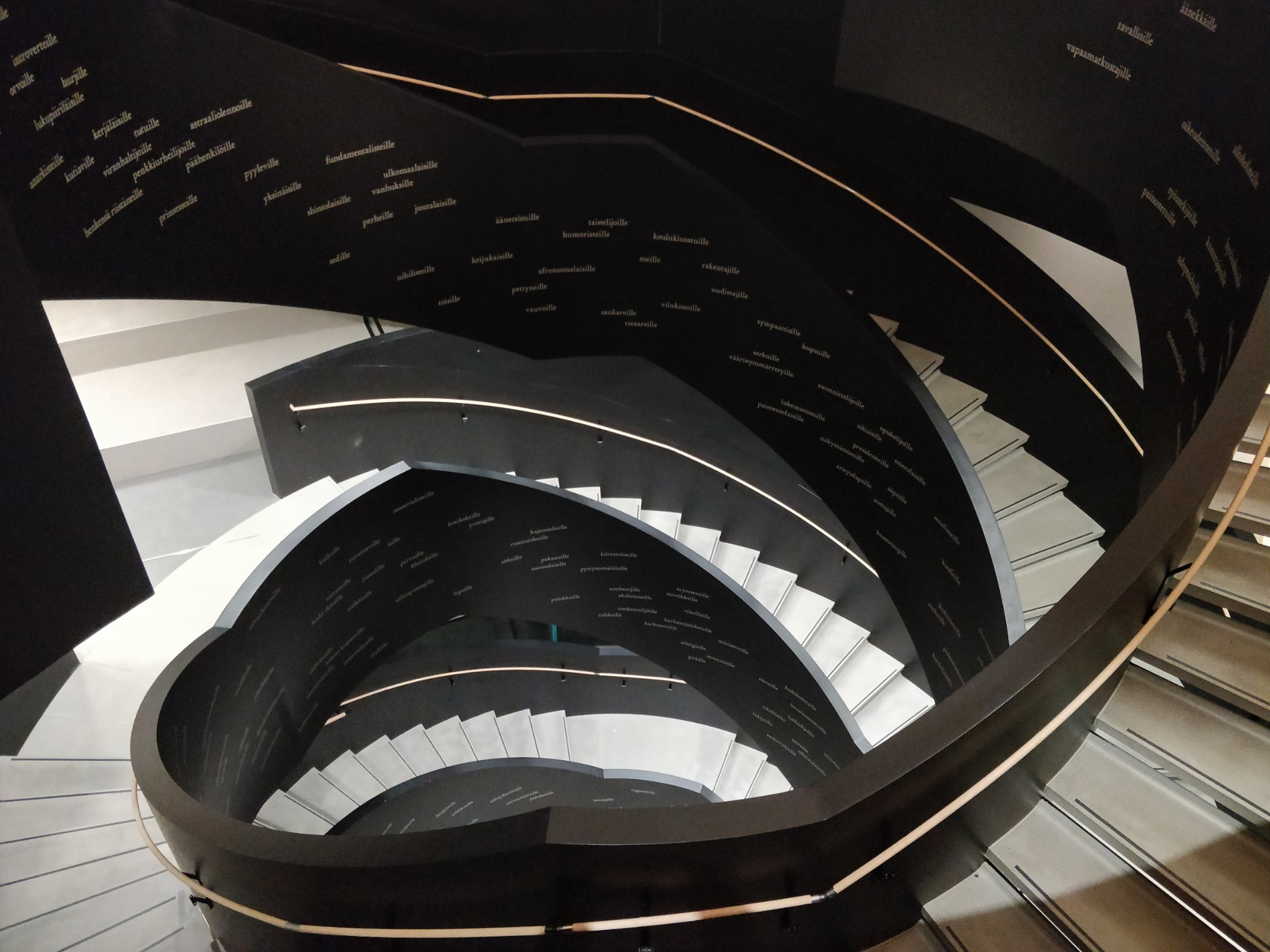
Сходи, що поєднують поверхи
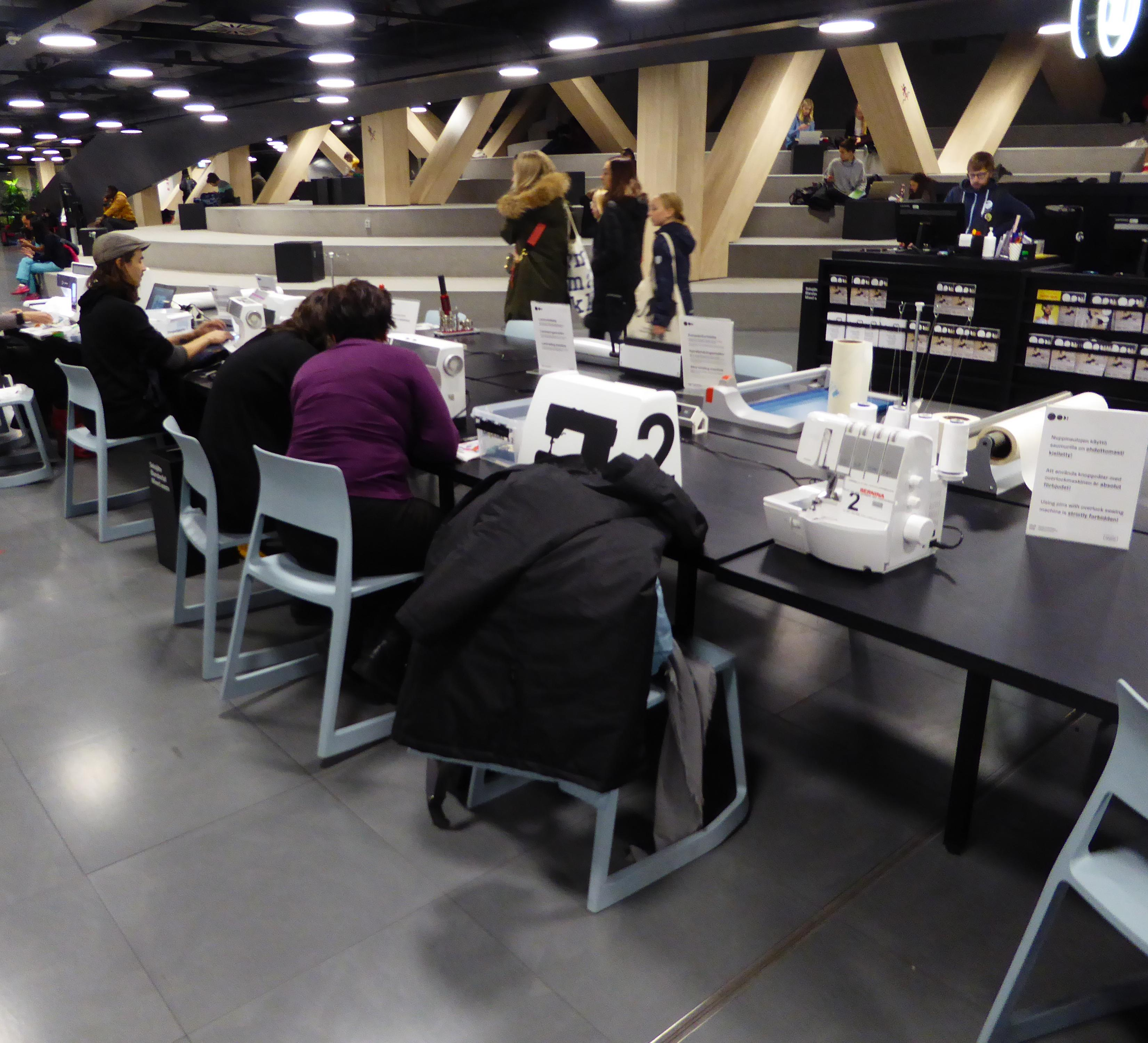
Відвідувачі за швейними машинками
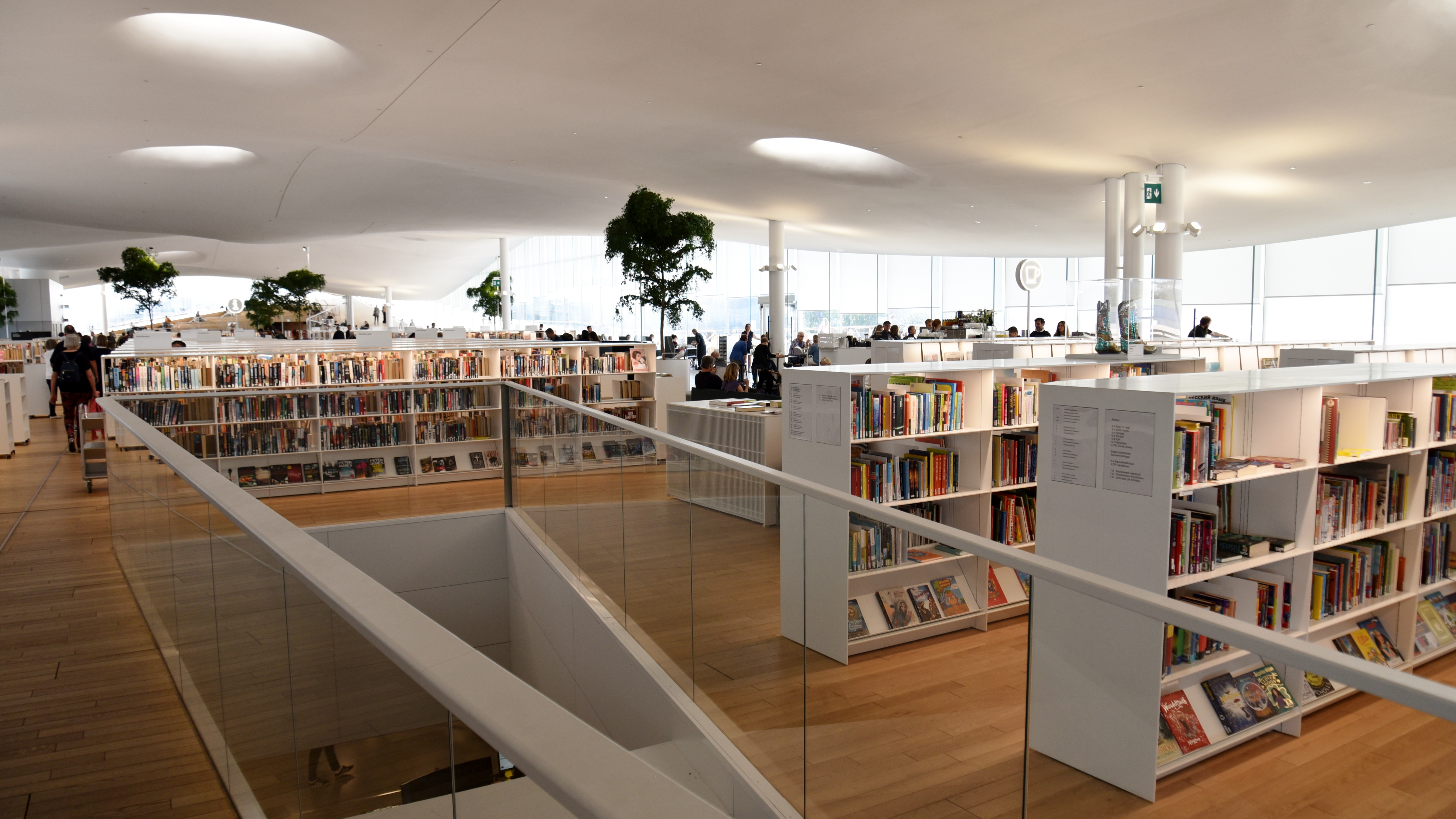
Стелажі з книжками, 3 поверх